# That Ain't My America
"That Ain't My America" é uma canção da banda de southern rock Lynyrd Skynyrd lançada em seu álbum de 2009, God & Guns. A música muitas vezes pode ser ouvido em muitas estações de rádio de rock clássico de hoje. Ela foi escrita por Gary Rossington e Johnny Van Zant.